# Nexia Deutschland
Die Nexia Deutschland GmbH war eine Wirtschaftsprüfungsgesellschaft mit Sitz in Bonn, Deutschland und Teil von Nexia International.
Per 1. Oktober 2023 wurde die Nexia Deutschland GmbH im Rahmen einer Umstrukturierung geschlossen, die gesamten Deutschland-Geschäfte wurden von der neu gegründeten Nexia GmbH übernommen.

## Leistungen
Nexia Deutschland hat Leistungen in den Bereichen Wirtschaftsprüfung, Steuerberatung, Rechnungswesen und Betriebswirtschaftlicher Beratung angeboten.

## Standorte
Die Nexia Deutschland hat über ein Zentralsekretariat in Bonn verfügt. Zudem war sie an den Standorten Bad Oldesloe, Berlin, Bocholt, Bonn, Bornheim, Bremen, Chemnitz, Euskirchen, Frankfurt am Main, Gummersbach, Hamburg, Hannover, Herford, Köln, Lübeck, München, Stralsund, Trier und Wiesbaden vertreten.